# Giovanni di Montecassino
Giovanni Diacono, o Giovanni di Montecassino, Giovanni Imonide (in latino Iohannes Hymonides; 852 circa – prima dell'882), è stato uno storico italiano.

## Biografia
Monaco dell'abbazia di Montecassino, ebbe una certa influenza nella curia di papa Giovanni VIII e fu amico di Anastasio Bibliotecario.
La sua opera più nota è una biografia di san Gregorio Magno (S. Gregorii Magni vita). Probabilmente collaborò anche al Liber pontificalis, mentre più incerta è l'attribuzione di altri lavori, come la Coena Cypriani.

## Opere
- Iohannes Hymmonides et Gaudericus Veliternus, Vita s. Clementis, in Excerpta ex Clementinis recognitionibus a Tyrannio Rufino translatis, a cura di G. Orlandi, Milano-Varese 1968
- S. Gregorii Magni vita in J.-P. Migne, Patrologia Latina, LXXV, coll. 59-242
- Iohannes Diaconus, Versiculi de cena Cypriani, a cura di K. Strecker, in Mon. Germ. Hist., Poetae Latini aevi Carolini, IV, 2, Berolini 1923, pp. 857-900